# 陸前山下駅
陸前山下駅（りくぜんやましたえき）は、宮城県石巻市錦町にある、東日本旅客鉄道（JR東日本）仙石線の駅である。高城町駅から東北本線へ直通する仙石東北ラインの列車も停車する。
石巻港駅への貨物支線の分岐駅である。この貨物支線は日本貨物鉄道（JR貨物）の第一種鉄道事業区間であり、本線の当駅から石巻駅方の第二種鉄道事業区間と一体の形で貨物列車が運行されている。

## 歴史
- 1939年（昭和14年）2月1日：宮城電気鉄道の宮電山下駅（みやでんやましたえき）として開業[3]。
- 1944年（昭和19年）5月1日：宮城電気鉄道が国有化され、運輸通信省の駅となる。同時に陸前山下駅に改称[4]。
- 1970年（昭和45年）9月1日：自動券売機を設置[5]。
- 1987年（昭和62年）4月1日：国鉄分割民営化により、東日本旅客鉄道（JR東日本）の駅となる[4]。
- 2003年（平成15年）10月26日：ICカード「Suica」の利用が可能となる[6]。
- 2011年（平成23年）
  - 3月11日：東北地方太平洋沖地震とそれに伴う大津波の影響により、全線で不通となる。当駅旧駅舎も浸水の被害を受けた。津波の水が引いた後は自衛隊による住民への給水所となった。
  - 7月16日：矢本 - 石巻間で運転を再開[7]。当駅は仮駅舎（自動券売機および簡易Suica改札機のみ設置の無人駅）で営業。
- 2012年（平成24年）
  - 3月3日：新駅舎の使用を開始[8]。
  - 9月29日：当駅 - 石巻駅間の自動閉塞式の使用を再開。引き続き陸前小野駅 - 当駅間でスタフ閉塞式が継続されるため、運転扱いの駅員が石巻駅から派遣される。
  - 10月9日：貨物支線（当駅 - 石巻港）の運転を再開。
  - 12月1日：陸前小野駅 - 当駅間の自動閉塞式（宮城野CTC管轄）の使用を再開。運転扱いがなくなる。
- 2013年（平成25年）10月1日：業務委託化。
- 2015年（平成27年）5月30日：同日運行開始の仙石東北ラインの列車のうち、快速の停車駅となる[9]。
- 2024年（令和6年）10月1日：えきねっとQチケのサービスを開始[1][10]。

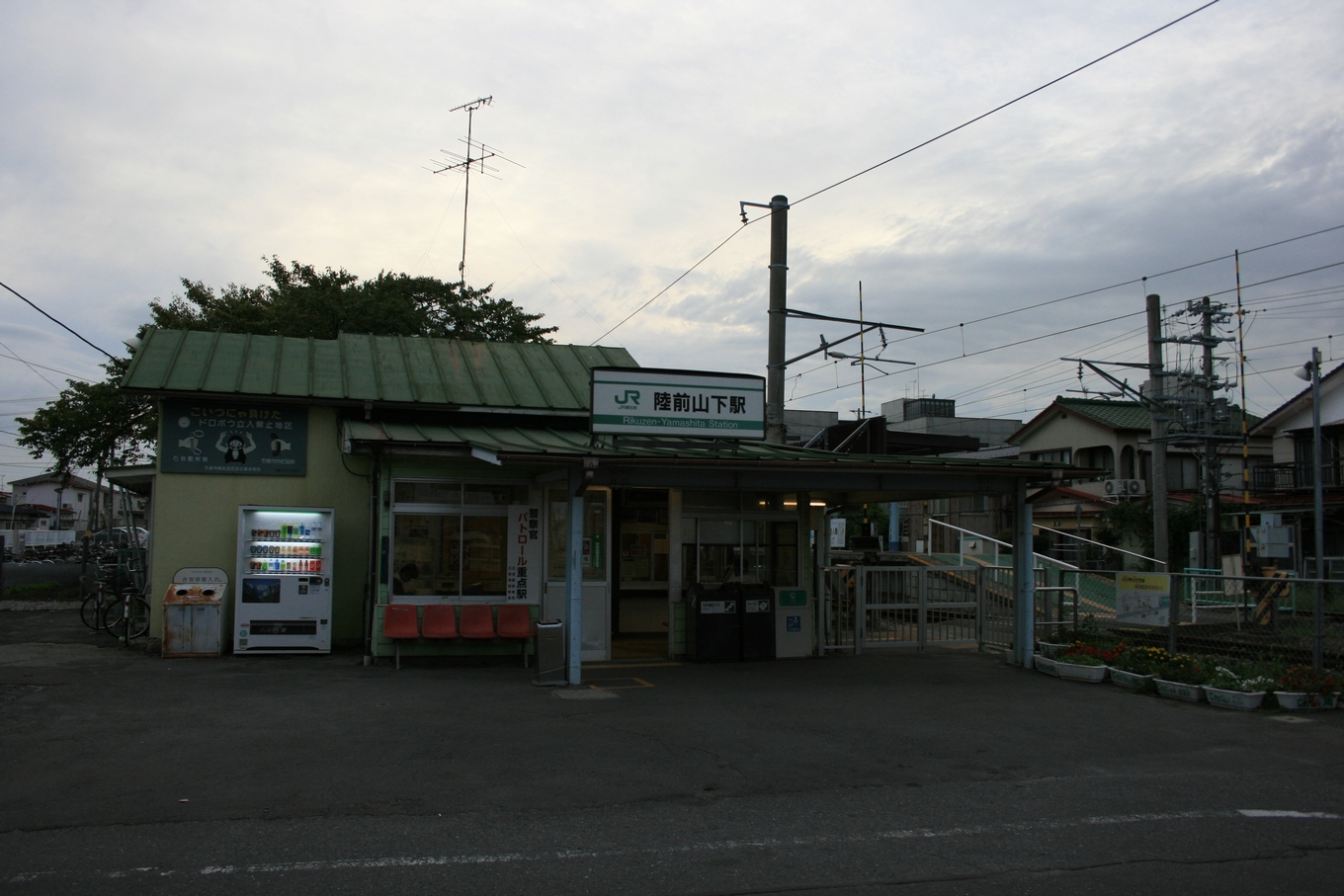
旧駅舎（2007年9月）
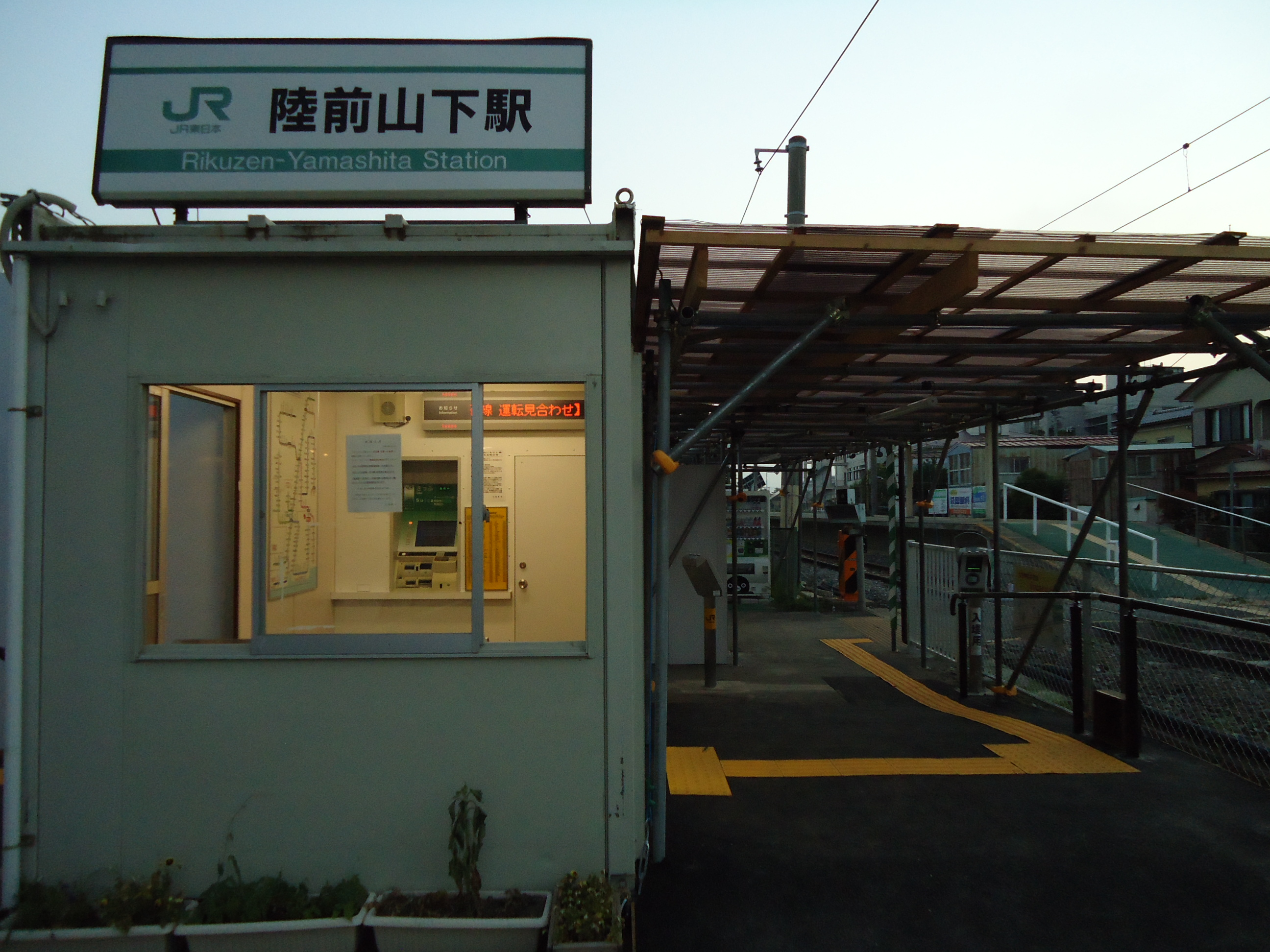
仮駅舎（2011年7月）

## 駅構造
島式ホーム1面2線を有する地上駅である。駅西側から石巻港駅（日本製紙工場構内）へと貨物線が延びる。このため、駅構内に0キロポストがある。貨物線は1番線からのみ進入でき、貨物列車は当駅で必ず運転停車する。
石巻駅管理の業務委託駅（JR東日本東北総合サービス委託）である。自動券売機と簡易Suica改札機が設置されている。

### のりば
| 番線 | 路線                            | 方向 | 行先               |
| ---- | ------------------------------- | ---- | ------------------ |
| 1・2 | ■仙石線                         | 上り | 松島海岸・仙台方面 |
| 1・2 | ■仙石東北ライン                 | 上り | 仙台方面           |
| 2    | ■仙石線 （■仙石東北ライン含む） | 下り | 石巻方面           |

- 1番線は交換時のみ使用する。

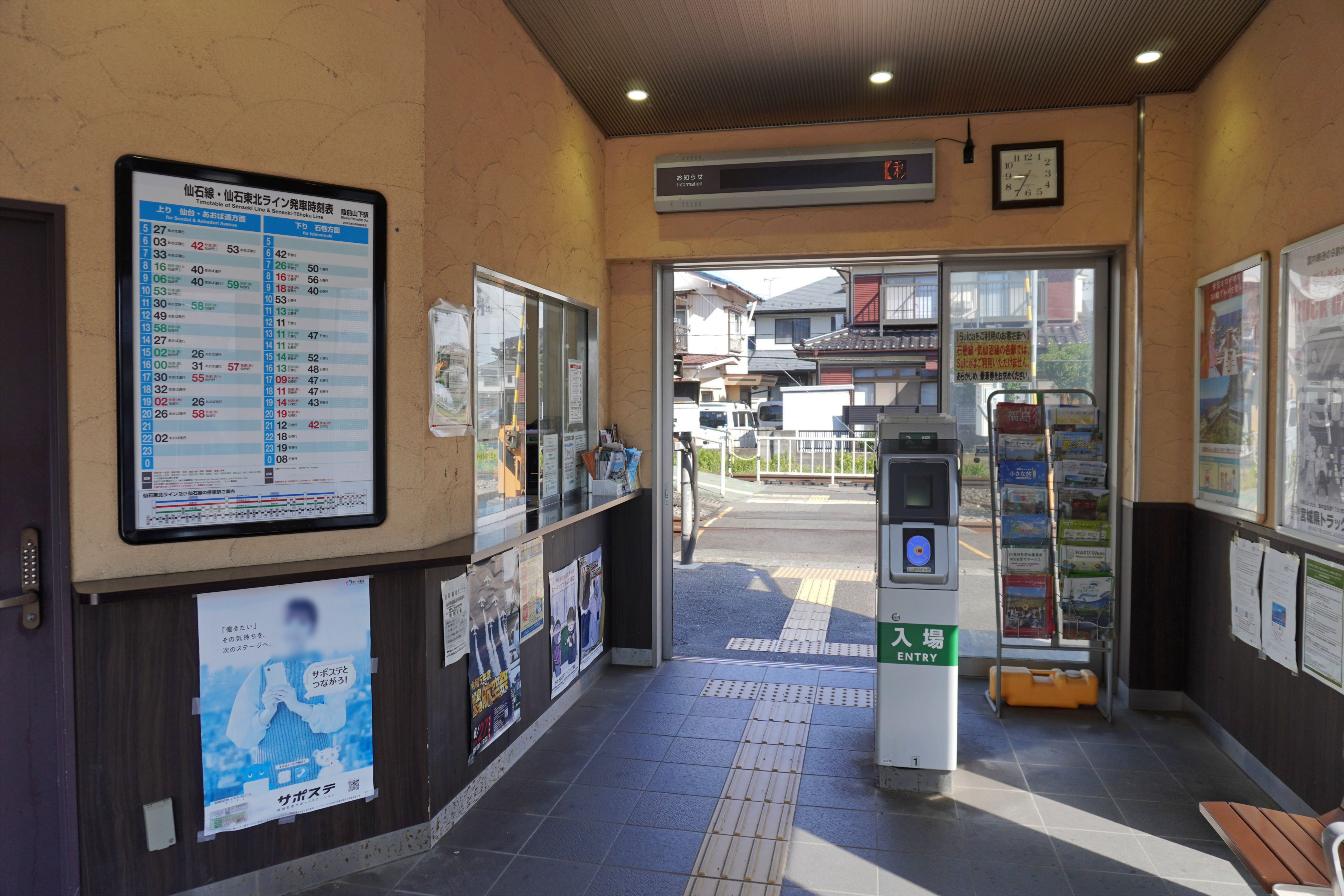
改札口（2023年8月）
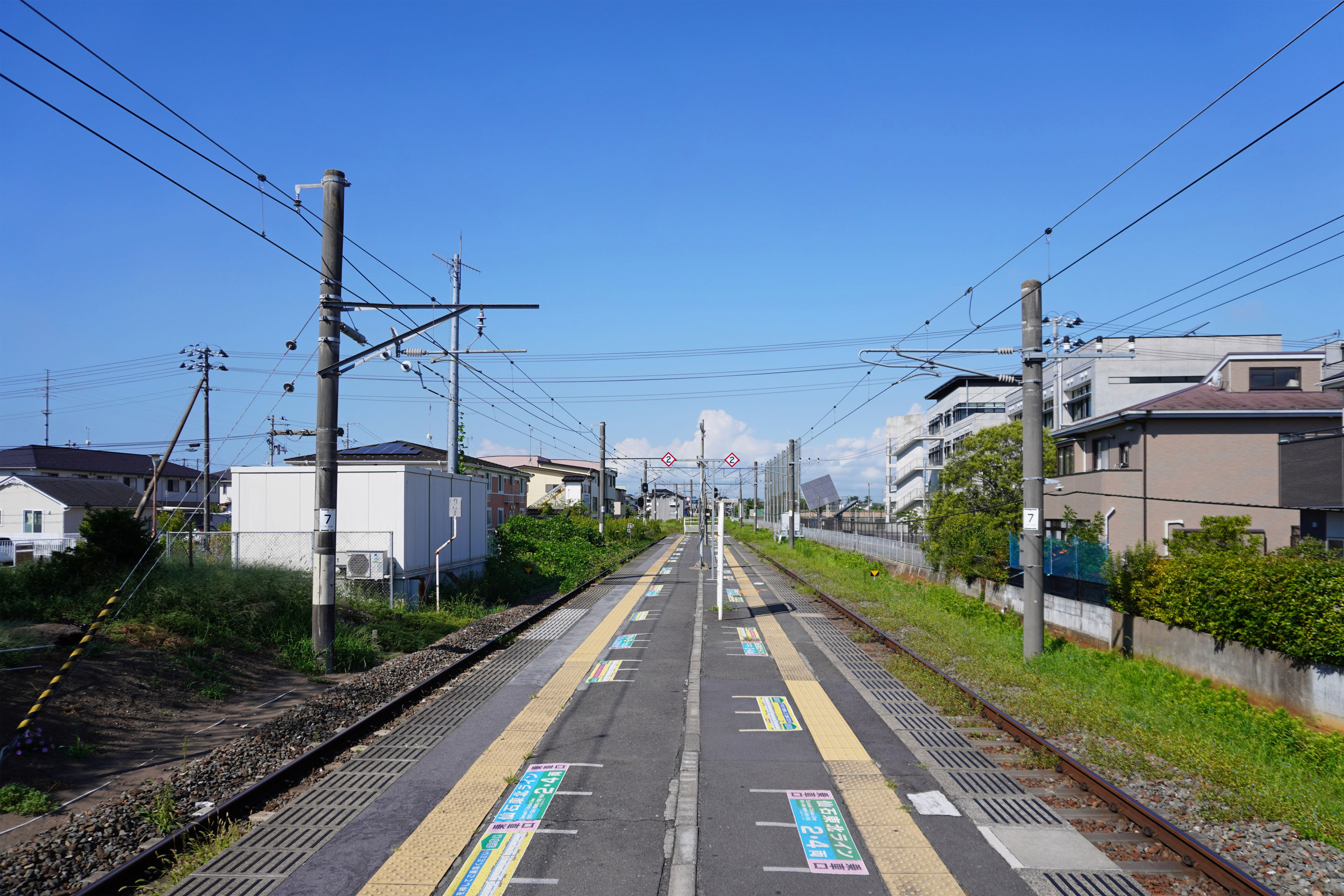
ホーム（2023年8月）
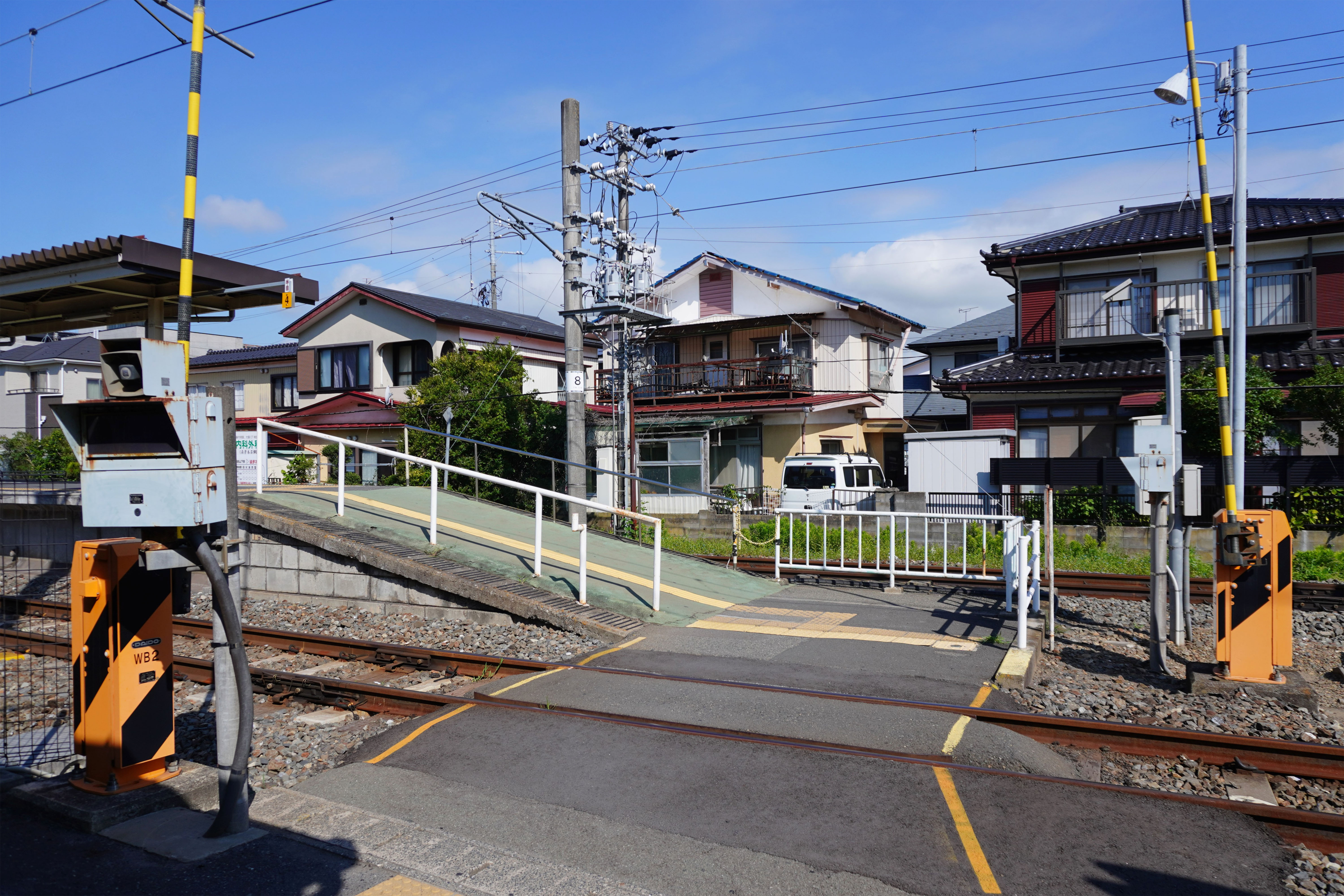
構内踏切（2023年8月）

## 利用状況
JR東日本によると、2023年度（令和5年度）の1日平均乗車人員は902人である。
2000年度（平成12年度）以降の推移は以下のとおりである。なお、2004年度（平成16年度）- 2012年度（平成24年度）の統計は非公表である。
| 1日平均乗車人員推移 | 1日平均乗車人員推移 | 1日平均乗車人員推移 | 1日平均乗車人員推移 | 1日平均乗車人員推移 |
| 年度                | 定期外              | 定期                | 合計                | 出典                |
| ------------------- | ------------------- | ------------------- | ------------------- | ------------------- |
| 2000年（平成12年）  |                     |                     | 1,242               | [ 利用客数 2 ]      |
| 2001年（平成13年）  |                     |                     | 1,172               | [ 利用客数 3 ]      |
| 2002年（平成14年）  |                     |                     | 1,073               | [ 利用客数 4 ]      |
| 2003年（平成15年）  |                     |                     | 1,011               | [ 利用客数 5 ]      |
| 2013年（平成25年）  | 102                 | 495                 | 597                 | [ 利用客数 6 ]      |
| 2014年（平成26年）  | 102                 | 484                 | 587                 | [ 利用客数 7 ]      |
| 2015年（平成27年）  | 175                 | 581                 | 756                 | [ 利用客数 8 ]      |
| 2016年（平成28年）  | 201                 | 665                 | 866                 | [ 利用客数 9 ]      |
| 2017年（平成29年）  | 215                 | 710                 | 925                 | [ 利用客数 10 ]     |
| 2018年（平成30年）  | 219                 | 724                 | 944                 | [ 利用客数 11 ]     |
| 2019年（令和元年）  | 215                 | 732                 | 948                 | [ 利用客数 12 ]     |
| 2020年（令和02年）  | 141                 | 597                 | 738                 | [ 利用客数 13 ]     |
| 2021年（令和03年）  | 153                 | 653                 | 806                 | [ 利用客数 14 ]     |
| 2022年（令和04年）  | 169                 | 706                 | 875                 | [ 利用客数 15 ]     |
| 2023年（令和05年）  | 177                 | 725                 | 902                 | [ 利用客数 1 ]      |

## 駅周辺

### 駅北側
- 石巻市立山下中学校
- 石巻市立貞山小学校
- 宮城県石巻工業高等学校
- 北上運河
- 国道45号
- 国道108号
- 宮城県道16号石巻鹿島台色麻線

### 駅南側
- 石巻警察署
- 石巻山下郵便局
- 石巻市立山下小学校
- 宮城県石巻好文館高等学校
- 齋藤病院
- 東北銀行石巻支店
- ウジエスーパー石巻山下店

## 隣の駅
東日本旅客鉄道（JR東日本）
■仙石線
■普通
蛇田駅 - 陸前山下駅 - 石巻駅
■■仙石東北ライン
■特別快速
通過
■快速（赤快速）・■快速（緑快速）
蛇田駅 - 陸前山下駅 - 石巻駅
日本貨物鉄道（JR貨物）
仙石線（貨物支線）
陸前山下駅 - 石巻港駅

### 記事本文
1. 1 2 3 4  “駅の情報（陸前山下駅）：JR東日本”.   東日本旅客鉄道. 2024年8月27日時点のオリジナルよりアーカイブ。2024年10月7日閲覧。
2. 1 2  『週刊 JR全駅・全車両基地』 13号 仙台駅・船岡駅・松島海岸駅ほか70駅、朝日新聞出版〈週刊朝日百科〉、2012年11月4日、27頁。
3. ↑  鉄道省監督局「地方鉄道、軌道事業の現況並に異動」『電気協会雑誌』第206号、日本電気協会、1939年2月、附録2頁。（国立国会図書館デジタルコレクション）
4. 1 2  石野哲 編『停車場変遷大事典 国鉄・JR編 II』（初版）JTB、1998年10月1日、479頁。ISBN 978-4-533-02980-6。
5. ↑  「仙石線営業体制近代化 順調に移行」『交通新聞』交通協力会、1970年9月5日、1面。
6. ↑  『2003年10月26日（日）仙台エリアSuica（スイカ）デビュー!』（PDF）（プレスリリース）東日本旅客鉄道、2003年8月21日。オリジナルの2020年5月26日時点におけるアーカイブ。2020年5月26日閲覧。
7. ↑  「復旧、待ってました 仙台-石巻、部分開通 津波被害のJR仙石線」『朝日新聞』朝日新聞社、2011年7月16日、東京夕刊、11面。
8. ↑  『仙石線「陸前山下駅」新駅舎使用開始について』（PDF）（プレスリリース）東日本旅客鉄道仙台支社、2012年2月28日。オリジナルの2013年6月20日時点におけるアーカイブ。2020年12月11日閲覧。
9. ↑  『2015年5月ダイヤ改正について』（PDF）（プレスリリース）東日本旅客鉄道仙台支社、2015年2月26日。オリジナルの2020年5月24日時点におけるアーカイブ。2020年12月11日閲覧。
10. ↑  『Suicaエリア外もチケットレスで! 東北エリアから「えきねっとQチケ」がはじまります』（PDF）（プレスリリース）東日本旅客鉄道、2024年7月11日。オリジナルの2024年7月11日時点におけるアーカイブ。2024年8月11日閲覧。
11. 1 2 3  “JR東日本：駅構内図・バリアフリー情報（陸前山下駅）”.   東日本旅客鉄道. 2024年10月7日閲覧。

### 利用状況
1. 1 2  “各駅の乗車人員（2023年度）”.   東日本旅客鉄道. 2024年7月23日閲覧。
2. ↑  “各駅の乗車人員（2000年度）”.   東日本旅客鉄道. 2019年2月8日閲覧。
3. ↑  “各駅の乗車人員（2001年度）”.   東日本旅客鉄道. 2019年2月8日閲覧。
4. ↑  “各駅の乗車人員（2002年度）”.   東日本旅客鉄道. 2019年2月8日閲覧。
5. ↑  “各駅の乗車人員（2003年度）”.   東日本旅客鉄道. 2019年2月8日閲覧。
6. ↑  “各駅の乗車人員（2013年度）”.   東日本旅客鉄道. 2019年2月8日閲覧。
7. ↑  “各駅の乗車人員（2014年度）”.   東日本旅客鉄道. 2019年2月8日閲覧。
8. ↑  “各駅の乗車人員（2015年度）”.   東日本旅客鉄道. 2019年2月8日閲覧。
9. ↑  “各駅の乗車人員（2016年度）”.   東日本旅客鉄道. 2019年2月8日閲覧。
10. ↑  “各駅の乗車人員（2017年度）”.   東日本旅客鉄道. 2019年2月8日閲覧。
11. ↑  “各駅の乗車人員（2018年度）”.   東日本旅客鉄道. 2019年7月18日閲覧。
12. ↑  “各駅の乗車人員（2019年度）”.   東日本旅客鉄道. 2020年7月12日閲覧。
13. ↑  “各駅の乗車人員（2020年度）”.   東日本旅客鉄道. 2021年7月26日閲覧。
14. ↑  “各駅の乗車人員（2021年度）”.   東日本旅客鉄道. 2022年8月10日閲覧。
15. ↑  “各駅の乗車人員（2022年度）”.   東日本旅客鉄道. 2023年7月13日閲覧。